# Комаровский, Владимир Алексеевич
Граф Влади́мир Алексе́евич Комаро́вский (8 [20] октября 1883, Санкт-Петербург — 5 ноября 1937, Бутовский полигон, Московская область) — русский иконописец, реставратор.

## Биография
Происходил из дворянского рода Комаровских: отец его, действительный статский советник Алексей Егорович Комаровский (1841—1897) был шталмейстером Императорского двора, хранителем московской Оружейной палаты. Его старший брат, Василий Алексеевич Комаровский — известный русский поэт «Серебряного века». Мать, Александра Васильевна (урождённая Безобразова), страдала тяжёлой формой эпилепсии (последние 20 лет жизни, до самой своей смерти в 1904 году она провела в психиатрической лечебнице). После смерти отца опекуном трёх сыновей, Василия, Юрия и Владимира, стал их дед — Василий Григорьевич Безобразов.
Владимир Комаровский сначала учился в московском лицее цесаревича Николая, затем окончил Ялтинскую гимназию. До 4-го курса учился на юридическом факультете Санкт-Петербургского университета, откуда перевёлся в Академию художеств, но вскоре покинул её и отправился вместе с двоюродным братом Юрием Александровичем Олсуфьевым за границу, где изучал искусство раннего Средневековья.
В 1905 году В. А. Комаровский участвовал с орнаментальными работами на выставке «Нового общества художников» («НОХ»). В 1909 году Комаровский занимался в парижской мастерских Жюлиана и Коларосси, а также под руководством В. А. Серова, который жил в Париже в эти годы. Вернувшись в Санкт-Петербург в начале 1910 года, В. А. Комаровский выставил свои работы на 7-й выставке НОХ, и они были замечены критикой.
В 1910 году в Русском музее в Петербурге был открыт Отдел древнерусского искусства. У истоков реставрации древнерусских икон стоял П. И. Нерадовский, друг Владимира Комаровского. Это было время открытия древнерусской иконописи: иконы, очищенные от позднейших ремесленных записей, поражали своей первозданной красотой и производили, по словам П. И. Нерадовского, «потрясающее впечатление». Благодаря Нерадовскому Комаровский стал работать с иконами в музее: делал копии со старинных образцов, изучал технологию иконописи.
В 1911 году известный в то время художник Д. С. Стеллецкий пригласил Комаровского для совместной работы над иконостасом храма в имении графа А. О. Медема — на хуторе Александрия, неподалеку от Хвалынска. Для написания икон Комаровский пригласил Стеллецкого в имение деда — усадьбу Ракша, где на 2-м этаже левого флигеля была устроена мастерская (на 1-м этаже Комаровский жил вместе с женой, Варварой Фёдоровной Самариной, внучкой Николая Петровича Трубецкого, на которой женился в 1912 году). При создании икон Стеллецкий, как более опытный, обозначал на иконной доске «прориси», а Комаровский писал по намеченному красками. Художникам помогал юный А. Д. Корин.
Иконостас был закончен в 1913 году, но ещё во время работы над ним Ю. А. Олсуфьев предложил новую работу — над иконостасом для строящегося мемориального храма во имя прп. Сергия Радонежского на Куликовом поле. Этот иконостас художники выполнили к весне 1914 года.
Летом 1914 года Комаровские уехали в Москву, где в сентябре родился их первенец — Алексей.
В начале 1915 года Комаровские выехали в Тифлис, где Кавказское отделение Всероссийского земского союза по организации лазаретов для раненых возглавлял Ю. А. Олсуфьев. Здесь он работал вместе с двоюродным братом С. П. Мансуровым. Летом 1915 года, живя в Мцхете, Олсуфьевы восстановили небольшую древнюю церковь в русском Ольгином монастыре. Эскиз каменного иконостаса сделала жена Олсуфьева — Софья Владимировна; две большие иконы для церкви — Спасителя и Божией Матери — написал В. А. Комаровский. В 1916 году у Комаровских родилась дочь, Антонина.
Летом 1917 года семья Комаровских поселилась в подмосковной усадьбе жены — имении Измалково. Для деревянной часовни находившейся вблизи имения, на деревенском кладбище, Комаровский написал икону Донской Богоматери. В одном из флигелей бывшей усадьбы была размещена сельская школа, в которой Комаровский работал учителем рисования. Кроме того, он расписывал деревянные изделия для Кустарного музея в Москве и занимался сельским хозяйством.

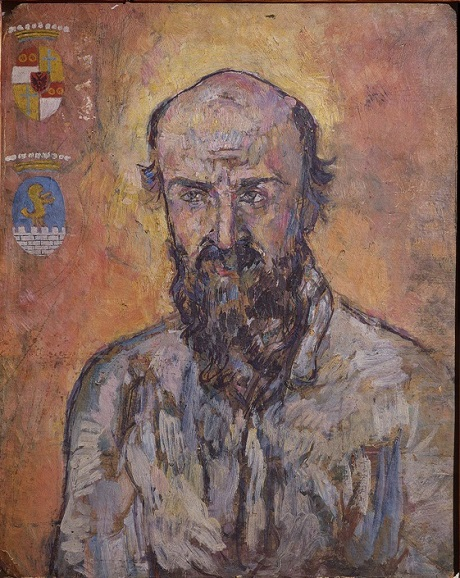
Портрет Ю. А. Олсуфьева. 1924 г.

В 1922 году был арестован в доме графа В. А. Михалкова (отца известного поэта С. В. Михалкова), у которого находился в гостях. «За недостаточностью улик» был через 2 месяца освобождён.
В 1923 году в измалковском имении была организована детская колония. Комаровских, оставшихся без крова, приютил Ю. А. Олсуфьев, который сразу после Февральской революции вместе с женой и сыном бежал из своего имения и по благословению своего духовника, оптинского старца Анатолия (Потапова), поселился в Сергиевом Посаде, купив двухэтажный дом вблизи Лавры на Валовой улице — с большим садом, в конце которого помещался заросший пруд, баней и каменными хозяйственными постройками. в этом году родилась вторая дочь, Софья. Комаровский стал работать в Комиссии по охране памятников искусства и старины Свято-Троицкой
Сергиевой лавры, позднее — в музее: для художественного музея делал акварельные копии старинных миниатюр, тканей, вышивок — памятников древнего шитья XV века; для архитектурного отдела писал музея виды Лавры. Продолжал, по заказам знакомых, писать иконы. Сделал ряд портретов маслом, в том числе портрет Ю. А. Олсуфьева и два портрета Павла Флоренского, который в одном из писем писал: «Это большой художник, с каждым шагом делающий шаг вперед».

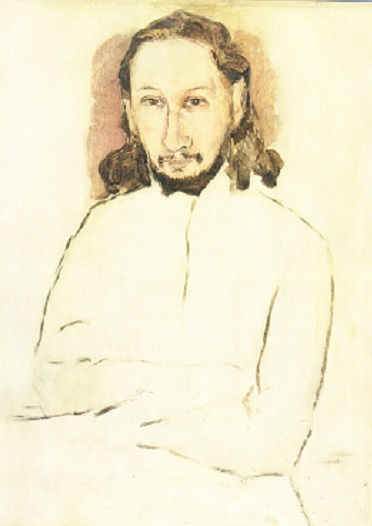
Портрет Павла Флоренского

В начале 1925 года В. А. Комаровский вновь был арестован — в селе Карабаново. Ему предъявили обвинение: «принадлежность к монархической группировке бывшей аристократии». Три года он отбывал ссылку в Ишиме. Продолжал писать картины — темперой на фанере. Им был написан ряд картин «в иконописном стиле»; в 1927 году он переслал несколько своих работ в Сергиев Посад, в том числе автопортрет и второй портрет Олсуфьева — оба, на красном фоне. В одном из писем жене он написал: «Между прочим, красный фон на портрете Ю[рия Олсуфьева], конечно, случаен по отношению к Ю[рию], но он не случаен для меня…»
После ссылки, в 1928 году, Комаровский с семьёй поселился вблизи Измалково у знакомых крестьян — сначала в селе Федосьино, потом в деревне Рассказовке. Вскоре у Комаровских родился четвёртый ребёнок — Фёдор. В конце года Комаровский был привлечён священником Александром Андреевым к ремонтно-реставрационным работам в храме Софии в Средних Садовниках. В это же время в церкви села Ахтырка им была написана ещё одна икона Донской Богоматери.
В 1929 году и в 1930 году его снова, на короткое время, арестовывали. В 1931 году семья Комаровских переехала в Жаворонки, где они поселились в одном доме с семьей Оболенских. В этот период, до очередного ареста в 1934 году Комаровский выполнил по эскизам Е. Е. Лансере роспись плафона ресторана на Казанском вокзале; сделал панораму Москвы для Геологического музея, серию декоративных панно для детского санатория «Ярополец», картины «Сказки Пушкина» для павильона в Измайловском парке, эскизы росписи для актового зала Московского государственного университета на Моховой. В это же время, в 1933 году был арестован «за антисоветскую агитацию» 18-летний сын В. А. Комаровского Алексей и был осуждён на три года концлагерей. 16 января 1934 года был арестован и сам Владимир Алексеевич (за «принадлежность к церковно-монархической контрреволюционной организации, отказ доносительства на князя М. Ф. Оболенского»); через 2 месяца тюремного заключения был освобождён.
В августе 1937 года был арестован с обвинением: «контрреволюционная деятельность, принадлежность к ИПЦ» и приговорён к расстрелу. Проходившие с ним по одному делу (П-63970) священник Владимир Амбарцумов и С. М. Ильин, также были приговорены к расстрелу. В это время старший сын Комаровского был в ГУЛАГе, жена полностью парализована (поражение спинного мозга), а младшим детям было 21, 14 и 8 лет. 5 ноября 1937 года В. А. Комаровский был расстрелян на Бутовском полигоне
В. А. Комаровский был также одним из основателей общества «Русская икона» и членом редакционного совета сборника того же названия.